# STS-56
STS-56は、スペースシャトルディスカバリーによる実験を目的としたミッションである。1993年4月8日にケネディ宇宙センターから打ち上げられた。

## 乗組員
- 船長 - ケネス・D・キャメロン（英語版） (2)
- 操縦手 - ステファン・オズワルド (2)
- ミッションスペシャリスト - マイケル・フォール (2)
- ミッションスペシャリスト - ケネス・コックレル (1)
- ミッションスペシャリスト - エレン・オチョア (1)

## ミッションパラメータ
- 質量:
  - 着陸時:93,683 kg
  - ペイロード:7,026 kg
- 近点:291 km
- 遠点:299 km
- 軌道傾斜角:57.0°
- 軌道周期:90.4分

## ミッションハイライト

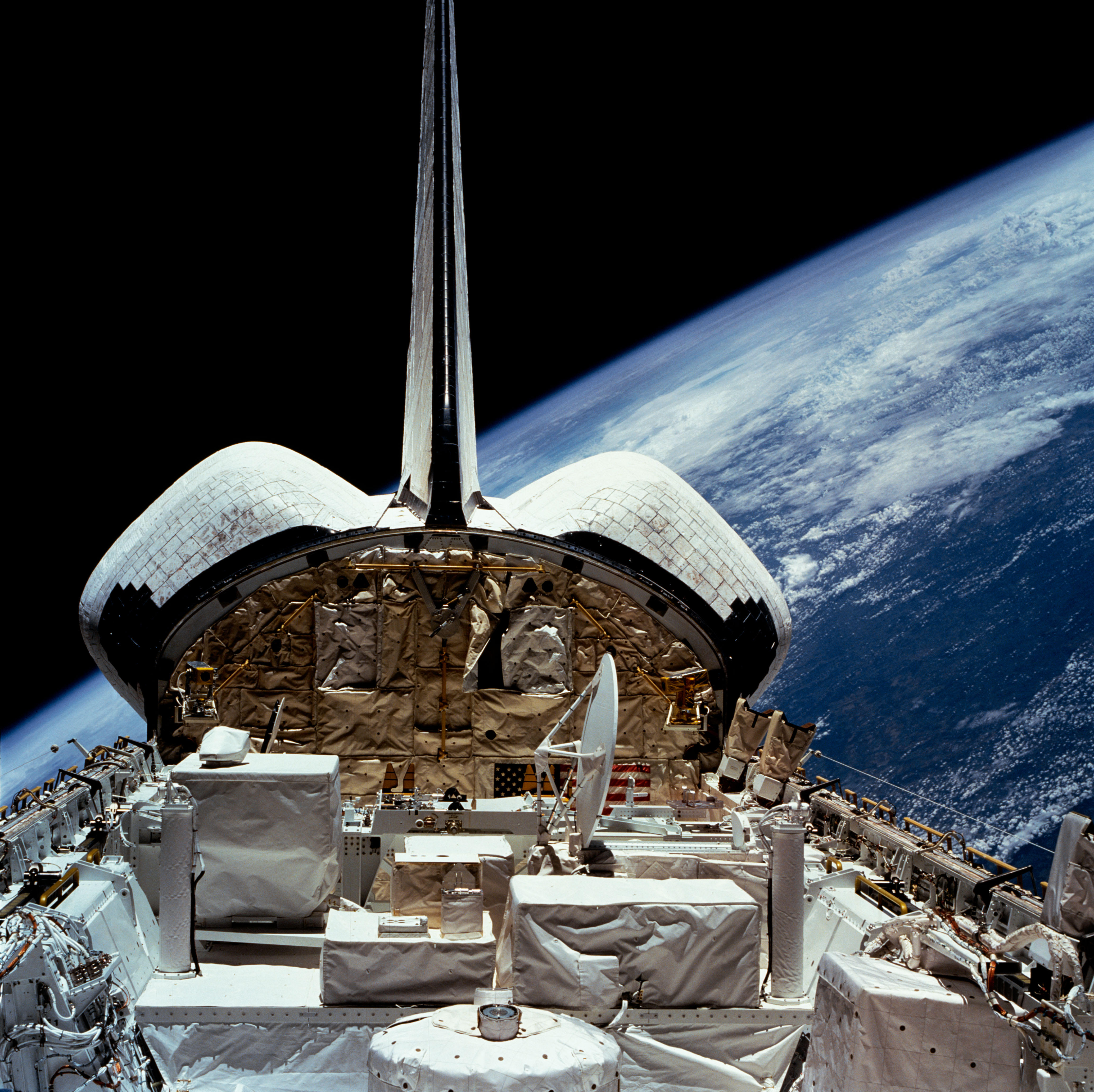
ペイロードベイのATLAS-2パレット

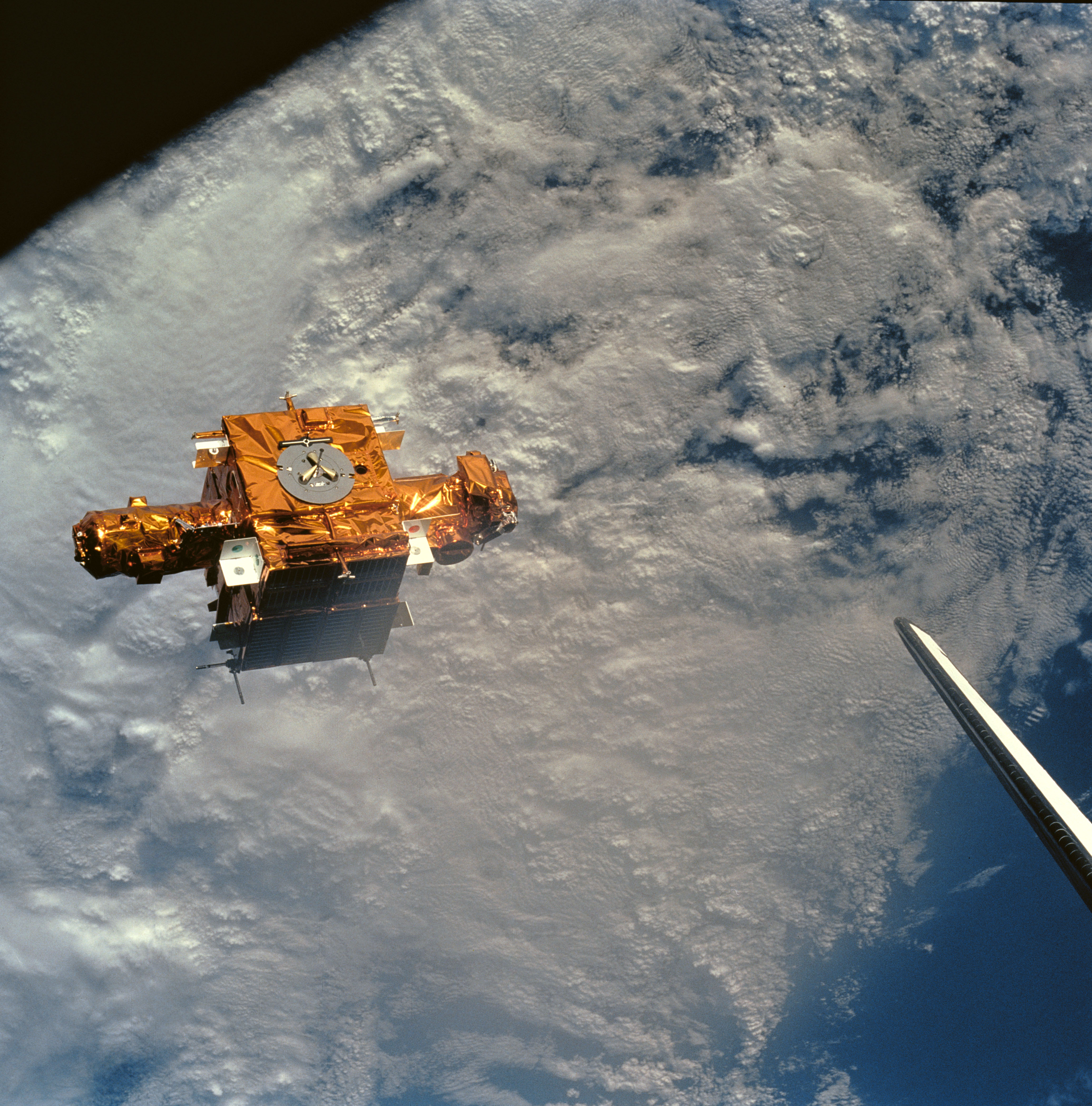
SPARTAN-201

この飛行で展開した主要なペイロードは、太陽のエネルギー放射と地球の大気中層の関係及びそれらのオゾン層に対する影響についてのデータを集めることを目的に設計されたAtmospheric Laboratory for Applications and Science-2 (ATLAS-2)であった。カーゴベイのスペースラブ内には6つの実験機器が搭載され、7つめは壁に設置された。Atmospheric Trace Molecule Spectroscopy (ATMOS)、Millimeter Wave Atmospheric Sounder (MAS)、Shuttle Solar Backscatter Ultraviolet/A (SSBUV/A)では大気実験、Solar Spectrum Measurement (SOLSPEC)、Solar Ultraviolet Irradiance Monitor (SUSIM)、Active Cavity Radiometer (ACR)、Solar Constant (SOLCON)では太陽実験が行われた。
ATLAS-2は、NASAのプラネットアース計画の一つの要素である。ATLAS-2の7つの機器は全て、STS-45のATLAS-1でも使われ、また1994年のSTS-66で3度目の飛行を行った。
4月11日、乗組員はシャトル・リモート・マニピュレータ・システムを用いて、太陽風の速度や加速度を測定し、太陽コロナを観測するための自由浮遊型科学機器プラットフォームShuttle Point Autonomous Research Tool for Astronomy-201 (SPARTAN-201)を展開した。集められたデータはテープに保存され、地球に戻ってから再生された。SPARTAN-201は4月13日に回収された。
乗組員は、Shuttle Amateur Radio Experiment II (SAREX II)を用いて世界中の学校とアマチュア無線交信し、またミールとも簡単な無線交信をした。これは、スペースシャトルとミールの間でのアマチュア無線を用いた最初の交信となった。
ジョンソン宇宙センターのアマチュア無線クラブ(W5RRR)からアマチュアビデオを受け取ったのはこの時が初めてであるのは、ほぼ間違いない。
その他のカーゴベイのペイロードには、Colorado Space Grant ConsortiumのSolar Ultraviolet Experiment (SUVE)があった。
ミッドデッキのペイロードには、Commercial Materials Dispersion Apparatus Instrumentation Technology Associates Experiment (CMIX)、Physiological and Anatomical Rodent Experiment (PARE)、Space Tissue Loss (STL-1)、Cosmic Ray Effects and Activation Monitor (CREAM)、Hand-held, Earth-oriented, Real-time, Cooperative, User-friendly, Location-targeting and Environmental System (HERCULES)、Radiation Monitoring Equipment III (RME III)、Air Force Maui Optical Site (AMOS)等があった。